# Jung Jae-young
Jeong Ji-hyeon (en hangul, 정지현, RR: Jeong Ji-hyeon) mejor conocido artísticamente como Jung Jae-young (hangul: 정재영, hanja: 鄭在詠, RR: Jeong Jae-yeong; n. 21 de noviembre de 1970-), es un actor surcoreano.

## Biografía
Estudió teatro en el Instituto de las Artes de Seúl (Seoul Institute of The Arts).
El 1998 se casó con Kim Jeong-eun (김정은), la pareja tiene dos hijos.

## Carrera
Es miembro de la agencia Outer Korea Management (아우터코리아). Previamente formó parte de la agencia My Name Is Entertainment.
El 15 de julio de 2015 se unió al elenco principal de la serie Assembly donde dio vida a Jin Sang-pil, un soldador de astillero que luego de ser injustamente despedido se convierte en miembro de la Asamblea Nacional, hasta el final de la serie el 17 de septiembre del mismo año.
El 3 de junio de 2017 se unió al elenco principal de la serie Duel donde interpretó a Jang Deuk-cheon, el jefe del escuadrón de crímenes violentos de la policía de Jeongbuk cuya vida cambia cuando su hija es secuestrada, hasta el final de la serie el 23 de julio del mismo año.
El 14 de mayo de 2018 se unió al elenco principal de la serie Partners for Justice donde dio vida a Baek Beom, un excéntrico médico forense con diez años de experiencia en el Servicio Nacional Forense, hasta el final de la serie al terminar su segunda temporada el 29 de julio de 2019.
El 13 de febrero de 2019 apareció como parte del elenco principal de la película The Odd Family: Zombie On Sale (también conocida como "Strange Family") donde dio vida a Joon-geol.
En junio de 2021 se unirá al elenco principal de la serie On the Verge of Insanity (también conocida como "No One But a Madman") donde interpretará a Choi Ban-seok, un veterano ingeniero que trabaja como desarrollador en la división de electrónica de consumo de Hanmyung Electronics.

## Filmografía

### Series de televisión
| Año  | Título                   | Personaje            | Notas        | Ref.   |
| ---- | ------------------------ | -------------------- | ------------ | ------ |
| 2015 | Assembly                 | Jin Sang-pil         | 20 episodios |        |
| 2017 | Duel                     | Det. Jang Deuk-cheon | 16 episodios | [ 13 ] |
| 2018 | Partners for Justice     | Dr. Baek Beom        | 32 episodios | [ 14 ] |
| 2019 | Partners for Justice 2   | Dr. Baek Beom        | 32 episodios | [ 15 ] |
| 2019 | On the Verge of Insanity | Choi Ban-seok        |              |        |

### Películas
| Año  | Título                                    | Personaje                   | Notas                                                                           | Ref.          |
| ---- | ----------------------------------------- | --------------------------- | ------------------------------------------------------------------------------- | ------------- |
| 1996 | The Adventures of Mrs. Park               | 불량배                      |                                                                                 |               |
| 1997 | Green Fish                                | Invitado del Cabaret        |                                                                                 |               |
| 1997 | Push! Push!                               | Park Jang-geun              |                                                                                 |               |
| 1998 | The Quiet Family                          | Hyun-suk                    |                                                                                 |               |
| 1998 | The Happenings                            | 낯익은                      |                                                                                 |               |
| 1999 | The Spy                                   | Ladrón de Taxis             |                                                                                 |               |
| 2000 | Taxi of Terror                            | "Nonstop"                   |                                                                                 |               |
| 2000 | Die Bad - "Nightmare"                     | Hermano de Seong-bin        | cortometraje                                                                    |               |
| 2000 | A Terrible Day                            | -                           | cortometraje                                                                    |               |
| 2001 | Guns & Talks                              | Jae-young                   |                                                                                 |               |
| 2002 | No Blood No Tears                         | Dok-bul                     | cameo                                                                           |               |
| 2002 | Sympathy for Mr. Vengeance                | Esposo de la ex de Dong-jin |                                                                                 |               |
| 2002 | No Comment - "Enemies in Four Directions" | Acosador / Incendiario      | cortometraje                                                                    |               |
| 2002 | No Comment - "My Nike"                    | Acosador                    | cortometraje                                                                    |               |
| 2003 | So Cute                                   | "963" (뭐시기)              |                                                                                 |               |
| 2003 | Silmido                                   | Han Sang-pil                |                                                                                 |               |
| 2004 | Someone Special                           | Dong Chi-sung               | junto a Lee Na-young, Jang Young-nam y Lee Min-jung                             |               |
| 2005 | Welcome to Dongmakgol                     | Rhee Su-hwa                 |                                                                                 |               |
| 2005 | Murder, Take One                          | Acosador                    | cameo                                                                           |               |
| 2005 | Wedding Campaign                          | Hong Man-taek               |                                                                                 | [ 16 ]        |
| 2006 | My Captain, Mr. Underground               | Kim Dae-chul                |                                                                                 |               |
| 2006 | Righteous Ties                            | Dong Chi-sung               |                                                                                 |               |
| 2007 | My Son                                    | Padre Ganso                 | cameo de voz                                                                    |               |
| 2007 | Going by the Book                         | Jung Do-man                 |                                                                                 |               |
| 2008 | Public Enemy Returns                      | Lee Won-sool                | junto a Sol Kyung-gu, Kim Nam-gil, Kang Shin-il, Lee Moon-sik y Yoo Hae-jin     |               |
| 2008 | The Divine Weapon                         | Seol-joo                    | junto a Ahn Sung-ki, Han Eun-jung, Heo Joon-ho, Shin Jung-geun y Cha Soon-bae   |               |
| 2009 | Castaway on the Moon                      | Kim Seung-geun              | junto a Jung Ryeo-won, Yang Mi-kyung y Lee Kyu-hyung                            | [ 17 ] [ 18 ] |
| 2010 | Moss                                      | Cheon Yong-deok             | junto a Kim Sang-ho, Yoo Jun-sang, Park Hae-il, Yoo Sun y Yoo Hae-jin           |               |
| 2010 | The Quiz Show Scandal                     | Hombre haciendo judo        | cameo                                                                           |               |
| 2010 | GLove                                     | Kim Sang-nam                |                                                                                 |               |
| 2010 | Countdown                                 | Tae Gun-ho                  | junto a Jeon Do-yeon, Oh Kwang-rok, Min, Kim Dong-wook y Lee Geung-young        | [ 19 ] [ 20 ] |
| 2012 | Confession of Murder                      | Det. Choi Hyung-gu          |                                                                                 | [ 21 ]        |
| 2013 | Our Sunhi                                 | Jae-hak                     |                                                                                 |               |
| 2013 | 11 A.M.                                   | Woo-seok                    | junto a Choi Daniel, Kim Ok-bin, Lee Dae-yeon, Park Chul-min y Oh Kwang-rok     | [ 22 ]        |
| 2014 | The Plan Man                              | Han Jung-seok               | junto a Han Ji-min, Cha Ye-ryun, Park Jin-joo, Kim Ji-young y Jang Gwang        | [ 23 ] [ 24 ] |
| 2014 | Broken                                    | Lee Sang-hyeon              |                                                                                 |               |
| 2014 | The Fatal Encounter                       | Sang-chaek                  | junto a Hyun Bin, Jo Jung-suk, Cho Jae-hyun, Han Ji-min, y Park Sung-woong      | [ 25 ]        |
| 2015 | Right Now, Wrong Then                     | Ham Chun-su                 | junto a Kim Min-hee, Youn Yuh-jung, Gi Ju-bong, Choi Hwa-jeong y Yoo Jun-sang   | [ 26 ]        |
| 2015 | You Call It Passion                       | Ha Jae-kwan                 | junto a Park Bo-young, Jin Kyung, Ryu Deok-hwan, Yoon Kyun-sang y Lee Kyu-hyung | [ 27 ]        |
| 2017 | On the Beach at Night Alone               | Myung-soo                   | junto a Kim Min-hee, Song Seon-mi y Ahn Jae-hong                                | [ 28 ]        |
| 2019 | The Odd Family: Zombie On Sale            | Joon-geol                   | junto a Kim Nam-gil, Lee Soo-kyung, Uhm Ji-won, Jung Ga-ram y Park In-hwan      | [ 29 ]        |
| 2022 | Carter                                    | Dr. Jung Byung-ho           | junto a Joo Won y Lee Sung-jae                                                  |               |
| 2023 | Noryang: Sea of Death                     | Chen Lin                    | junto a Kim Yoon-seok, Baek Yoon-sik y Heo Joon-ho                              | [ 30 ] [ 31 ] |
| 2024 | Revolver                                  | Min Ki-hyun                 | Aparición especial                                                              | [ 32 ] [ 33 ] |

### Aparición en videos musicales
| Año  | Artista       | Canción            | Notas |
| ---- | ------------- | ------------------ | ----- |
| 2002 | Lee Soo-young | "Debt" (빚)        |       |
| 2002 | Lee Soo-young | "Lalala" (라라라)  |       |
| 2002 | Ann (앤)      | "아프고 아픈 이름" |       |
| 2002 | 드래곤플라이  | "사진"             |       |

### Eventos
| Año  | Título                                   | Notas  |
| ---- | ---------------------------------------- | ------ |
| 2019 | Busan International Film Festival (BIFF) | jurado |

### Anuncios
| Año  | Título                 | Notas |
| ---- | ---------------------- | ----- |
| 2018 | 국가정보원 - 111캠페인 |       |
| 2011 | 무비꼴라쥬             |       |
| 2010 | 동서식품 - 핫초코 미떼 |       |
| 2010 | 굿 다운로더 캠페인     |       |
| 2002 | 맥도날드 - 새우버거    |       |

### Revistas / sesiones fotográficas
| Año  | Título                         | Notas                                                       |
| ---- | ------------------------------ | ----------------------------------------------------------- |
| 2017 | W Korea Magazine               | junto a Yang Se-jong y Kim Jung-eun - (publicación de mayo) |
| 2014 | Harper’s BAZAAR Korea Magazine | junto a Han Ji-min - (publicación de enero)                 |
| 2011 | Allure Magazine                |                                                             |

## Premios y nominaciones
| Año  | Categoría                                                  | Premio                                        | Trabajo                  | Resultado |
| ---- | ---------------------------------------------------------- | --------------------------------------------- | ------------------------ | --------- |
| 2021 | Top Excellence Award, Actor in a Miniseries                | 2021 MBC Drama Award                          | On the Verge of Insanity | Nominado  |
| 2021 | Best Couple Award (junto a Moon So-ri)                     | 2021 MBC Drama Award                          | On the Verge of Insanity | Nominados |
| 2019 | Top Excellence Award, Actor in a Monday-Tuesday Miniseries | MBC Drama Award                               | Partners for Justice 2   | Nominado  |
| 2019 | Best One-minute Couple Award (junto a No Min-woo)          | MBC Drama Award                               | Partners for Justice 2   | Nominados |
| 2018 | Top Excellence Award, Actor in a Monday-Tuesday Miniseries | MBC Drama Award                               | Partners for Justice     | Ganó      |
| 2018 | Grand Prize (Daesang)                                      | MBC Drama Award                               | Partners for Justice     | Nominado  |
| 2017 | Best Actor                                                 | 14th International Cinephile Society Award    | Right Now, Wrong Then    | Nominado  |
| 2016 | Best Actor                                                 | 25th Buil Film Award                          | Right Now, Wrong Then    | Nominado  |
| 2016 | Best Actor                                                 | 3rd Wildflower Film Award                     | Right Now, Wrong Then    | Ganó      |
| 2016 | Best Actor                                                 | 21st Chunsa Film Art Award                    | Right Now, Wrong Then    | Nominado  |
| 2015 | Best Actor                                                 | 53rd Gijon International Film Festival        | Right Now, Wrong Then    | Ganó      |
| 2015 | Best Actor                                                 | 35th Korean Association of Film Critics Award | Right Now, Wrong Then    | Ganó      |
| 2015 | Best Leading Actor                                         | 36th Blue Dragon Film Award                   | Right Now, Wrong Then    | Nominado  |
| 2015 | Best Actor                                                 | 9th Asia Pacific Screen Award                 | Right Now, Wrong Then    | Ganó      |
| 2015 | Best Actor                                                 | 68th Locarno International Film Festival      | Right Now, Wrong Then    | Ganó      |
| 2015 | Excellence Award, Actor in a Mid-length Drama              | KBS Drama Award                               | Assembly                 | Nominado  |
| 2015 | Top Excellence Award, Actor                                | KBS Drama Award                               | Assembly                 | Nominado  |
| 2011 | Best Actor                                                 | 8th Max Movie Award                           | Moss                     | Nominado  |
| 2010 | Best Actor                                                 | 8th Korean Film Award                         | Moss                     | Nominado  |
| 2010 | Best Actor                                                 | 47th Grand Bell Award                         | Moss                     | Nominado  |
| 2010 | Best Actor                                                 | 19th Buil Film Award                          | Moss                     | Ganó      |
| 2010 | Best Leading Actor                                         | 31st Blue Dragon Film Award                   | Moss                     | Ganó      |
| 2010 | Grand Prize (Daesang) for Film                             | 11th Korean Entertainment Culture Award       | Moss                     | Ganó      |
| 2010 | Grand Prize (Daesang) for Film                             | 18th Korean Culture and Entertainment Award   | Moss                     | Ganó      |
| 2010 | Photogenic Award (Actor en película)                       | 11th Korea Visual Arts Festival               | Moss                     | Ganó      |
| 2010 | Best Actor                                                 | 46th Baeksang Arts Award                      | Castaway on the Moon     | Nominado  |
| 2009 | Best Actor                                                 | 32nd Golden Cinematography Award              | Castaway on the Moon     | Ganó      |
| 2009 | Best Actor                                                 | 46th Grand Bell Award                         | The Divine Weapon        | Nominado  |
| 2008 | Best Actor                                                 | 7th Korean Film Award                         | The Divine Weapon        | Nominado  |
| 2008 | Best Supporting Actor                                      | 17th Buil Film Award                          | Going by the Book        | Nominado  |
| 2008 | Best Actor                                                 | 5th Max Movie Award                           | Going by the Book        | Ganó      |
| 2005 | Best Actor                                                 | 8th Director's Cut Award                      | Welcome to Dongmakgol    | Ganó      |
| 2005 | Best Actor                                                 | 13th Chunsa Film Award                        | Welcome to Dongmakgol    | Nominado  |
| 2005 | Best Actor                                                 | 4th Korean Film Award                         | Welcome to Dongmakgol    | Nominado  |
| 2004 | Best Actor                                                 | 5th Busan Film Critics Award                  | Someone Special          | Ganó      |
| 2004 | Best Supporting Actor                                      | Asian Film Critics Association Award          | Silmido                  | Nominado  |
| 2004 | Best Supporting Actor                                      | 3rd Korean Film Award                         | Silmido                  | Nominado  |
| 2004 | Best Supporting Actor                                      | 25th Blue Dragon Film Award                   | Silmido                  | Ganó      |